# Braniff International
Braniff International fut une compagnie aérienne américaine qui exista à l'origine de 1928 à 1982. Le nom fut ensuite repris par un entrepreneur qui refonda la compagnie qui revola de 1984 à 1989 avant de cesser ses activités. Un ultime repreneur fut trouvé en 1991, mais la Braniff III resta en service moins d'un an.

## Histoire

### Fondation
La compagnie est fondée en 1928, lorsqu'un assureur de l'Oklahoma et le financier Thomas E. Braniff financèrent son frère Paul Revere Braniff, un ancien pilote de la Première Guerre mondiale afin qu'il crée sa propre compagnie aérienne. La petite compagnie s'émancipa de l'Oklahoma Aero Club lorsque Paul Braniff acheta un Stinson Detroiter, un avion d'une capacité de 5 places. Au début l'entreprise faisait à la fois école de pilotage, réparation d'avion et compagnie aérienne. Le transport de passagers ne commença que le 20 juin 1928 avec une liaison entre Tulsa et Oklahoma City.

## Flotte

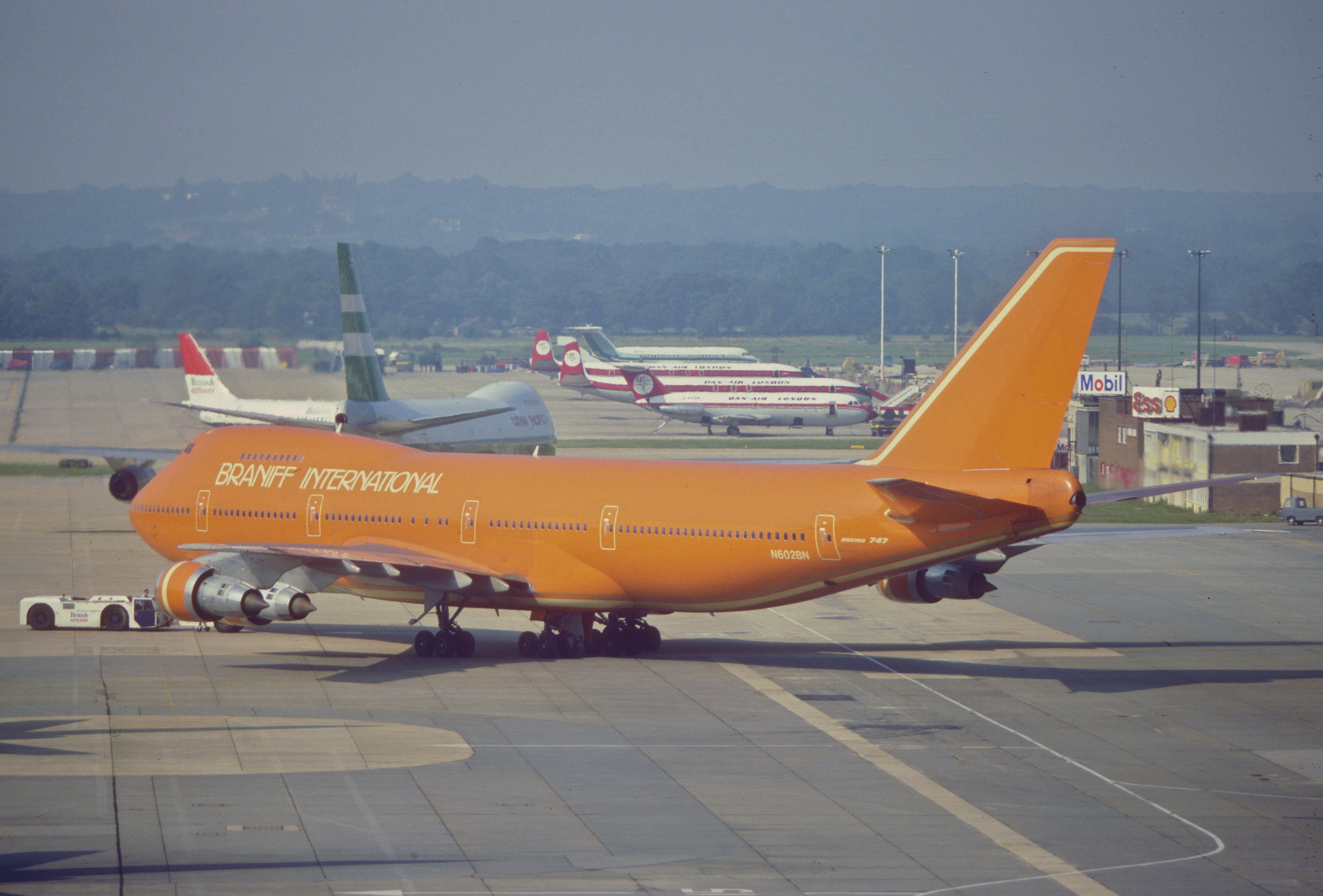
Un Boeing 747-200 de Branniff en 1980.

En 1959, Braniff met en service leurs premiers avions à réaction : quatre Boeing 707-200 (un cinquième sera perdu dans un crash avant d'être livré). Il s'agit d'une version plus puissante du 707-100 capable de décoller d'aéroports en altitude par temps chaud grâce à ses réacteurs Pratt & Whitney JT4A-4 (utilisés sur les DC-8-20 et -30). Cette version gourmande en carburant sera rendue obsolète par l’apparition des réacteurs à double flux JT3D plus puissants et économes. Seule compagnie à avoir commandé des 707-200, Braniff revendra les siens à BWIA en 1971. Braniff commande également cinq Boeing 720, livrés de 1961 à 1963 auxquels se rajoutent trois ex-Aer Lingus et un quatrième 720 ex United. Elle ajoute des BAC 1-11 à partir de 1964 et prend en effectif des DC-8 en 1967 : six DC-8-62 flambant neufs ainsi que sept appareils d'occasion ex Panagra (six DC-8-31 et un -55) qui seront finalement revendus à la fin de l'année. Davantage de DC-8-62 et -51 de seconde main seront acquis dans les années 1970, de même que quatre 707-100B raccourcis ex-Qantas et huit 707-300C (cargo ou passagers) livrés neufs de 1966 à 1968 ; ces derniers seront revendus dès 1971, les ex-Qantas devenant les derniers 707 à quitter la flotte en 1975-1977.
La flotte de Braniff International comptait 54 appareils[Quand ?], 15 Boeing 727-200, 4 Boeing 747-100, 4 Boeing 747-200, 3 Boeing 747SP et McDonnell Douglas DC-8,.
De 1979 à 1980, la compagnie américaine Braniff International loue deux Concordes, l’un appartenant à la British Airways, et l’autre à Air France. Ils ont été utilisés pour effectuer des vols réguliers à vitesse subsonique entre l’aéroport international de Dallas-Fort Worth et l’aéroport international de Washington-Dulles, vols qui continueront ensuite sur l'Europe. Pour des raisons légales, les avions utilisés par la Braniff sont enregistrés aux États-Unis mais aussi dans les deux États d’origine (France, Royaume-Uni). Les vols Dallas-Washington sont assurés par des équipages de la Braniff[réf. souhaitée], puis des équipages français et britanniques prennent le relais pour le vol transatlantique vers Paris ou Londres. Cependant, les vols ne sont pas profitables, ce qui forcera Braniff à arrêter les opérations en mai 1980.

## Alexander Calder
En 1973, Alexander Calder a été chargé par Braniff de peindre un avion. Calder a été présenté à Harding Lawrence par George Gordon, directeur de la publicité expérimenté qui avait repris le compte publicitaire de Braniff. La contribution de Calder était un Douglas DC-8 connu simplement comme « Flying Colours of South America ». En 1975, il a été présenté au Salon du Bourget à Paris. Ses dessins reflétaient les couleurs vives et les dessins simples d'Amérique du Sud et d'Amérique latine, et il était principalement utilisé sur les vols sud-américains.
Plus tard en 1975, Calder a entrepris la décoration de « Flying Colours of the United States » pour commémorer le bicentenaire des États-Unis. Cette fois, l'avion était un Boeing 727-200. Le 17 novembre 1975, la Première Dame Betty Ford a baptisé « Flying Colours of the United States » à Washington, DC. Calder est décédé en novembre 1976 alors qu'il finalisait une troisième livrée, intitulée « Flying Colours of Mexico » ou « Salute To Mexico ». Par conséquent, cette livrée n'a été utilisée sur aucun avion Braniff.